# Гражданское оружие
Понятие гражданское оружие включает в себя всё множество холодного и огнестрельного оружия, доступного для приобретения и повторной продажи, хранения, ношения (свободное ношение гражданского оружия ограничено в ряде стран) и применения гражданским населением при условии получения необходимого разрешения органа государственной исполнительной власти или местного самоуправления или без необходимости в таковом. К нему в частности относится: охотничье, промысловое, спортивное, туристическое, самообороны и другие разновидности, за некоторыми исключениями, которые хотя и могут использоваться для нанесения телесных повреждений, но конструктивно предназначены для других целей, например, кухонные ножи к гражданскому оружию не относятся, как и к оружию вообще, так как являются кухонными принадлежностями, разделочные и хозяйственные ножи соответственно хозяйственно-бытовой принадлежностью, канцелярские ножи — канцелярской принадлежностью, строительные пистолеты соответственно являются строительно-монтажным оборудованием и т. д.

## Определение
Понятие «гражданское оружие» в том или ином виде существует в законодательстве практически всех государств либо в ратифицированных органами законодательной власти данных государств международных соглашений (конвенций). От определения термина «гражданское оружие» в нормативно-правовых актах конкретного государства зависит, какие именно предметы в данном государстве относятся к оружию вообще и к гражданскому оружию в частности. В строгом смысле этого слова гражданским оружие может быть только в странах с республиканской формой правления, в странах с монархической формой правления речь может идти о вооружении подданных, однако, здесь и далее в статье эти два понятия будут рассматриваться как родственные под общим названием «гражданское оружие».

## Практическая потребность
Право на владение оружием лиц гражданского населения имеет под собой диалектическую основу. Как отмечает доктор исторических наук, академик А. И. Фурсов, вооружённый человек — очень плохой объект для эксплуатации.

## В мире

### Британское содружество
В Великобритании и странах Британского содружества, за исключением наиболее удалённой периферии имперских колоний, в метрополии (на Британских островах) населению традиционно запрещено владеть каким бы то ни было оружием, кроме охотничьего и антикварного коллекционного, которое могли себе позволить только состоятельные королевские подданные.

### Европейские страны
После разделения мирных и военных трудовых функций в VIII—IX вв. гражданское население европейских королевств, княжеств, графств, курфюрств, епископств и прочих субъектов международных правовых и торговых отношений в эпоху феодальной раздробленности было лишено права на владение оружием, которое стало привилегией феодалов различного уровня. Это приводило к тому, что часть населения, не желавшего жить под феодально-крепостным гнётом и не согласная с запретом на владение оружием, сбивалась в шайки и банды, занимавшиеся разбоем, нападением на феодалов и феодально зависимые поселения. В Северо-Восточной Европе и на Руси, поскольку феодализм в русских землях развивался не «вглубь», а «вширь», процесс разделения производственных функций не повлиял на владение оружием свободного и частично свободного (робичичи) населения ввиду наличия угрозы набегов со стороны кочевых народов, обезоруживание населения произошло значительно позже, чем в Западной и Центральной Европе — с началом ордынского периода русской истории; дольше всего массово вооружёнными оставались сопротивлявшиеся насильственной христианизации балто-славянские языческие племена в приваряжских землях и на территории современных Польши, Беларуси, Полесья, а также жители Новгородской республики и её союзников — княжеств Северо-Западной Руси. Разделение трудовых функций на военные и гражданские имело под собой целый ряд культурно-исторических и географических предпосылок.
В современном Европейском Союзе, законодательство различных государств-членов союза предусматривает различные меры регулирования оборота оружия на руках у гражданского населения, как правило, разрешёнными к купле-продаже и хранению при наличии соответствующего разрешения органов государственного контроля являются образцы травматического оружия для самообороны, спортивного и охотничьего оружия.

### Российская Федерация
В Российской Федерации приобретение, хранение и ношение гражданского оружия возможно при наличии соответствующих разрешительных документов, полученных в предусмотренном законом порядке в органах разрешительной системы.
Разрешительные документы от органов разрешительной системы не требуются для лиц, владеющих наградным оружием. Достаточно документов о награждении, изданных конкретным должностным лицом — представителем органа государственной власти, принявшим решение о награждении. Тем не менее, наградное оружие в отличие от приобретённого гражданского не может быть отчуждено (подарено или продано) третьим лицам, а в случае смерти владельца или других обстоятельств, исключающих дальнейшее распоряжение им (без формального оспаривания права владения), передаётся на хранение в музейные учреждения, либо в местные органы внутренних дел.
Отдельные активисты и группы интересов выступают за легализацию хранения и ношения короткоствольного огнестрельного оружия для населения.

### Соединённые Штаты Америки
Первые британские колонисты в Виргинии (тогда они ещё не назывались колонистами) не имели на руках ни огнестрельного, ни холодного оружия. Мушкеты, палаши и пики хранились в специально оборудованном для этих целей помещении (комнате хранения оружия) в резиденции уполномоченного представителя Виргинской компании и выдавались поселенцам по его решению в случае возникновения угрозы со стороны коренного населения (индейцев), а также в ходе карательных рейдов на индейские поселения.
Ответственными лицами компании проводился ряд экспериментов с выдачей населению (первое время, практически всё население Виргинии было мужским, за исключением нескольких женщин) оружия на руки, им даже разрешалось самостоятельно проводить занятия по огневой подготовке, однако, категорически запрещалось отдавать или продавать оружие «дикарям» (коренному населению), а также обучать их приёмам стрельбы.
Позже, с упразднением Виргинской компании, на территориях которой и проживали первые британские поселенцы на Североамериканском континенте и с расширением британских территорий, права взрослого мужского населения (колонистов) в части владения огнестрельным оружием были расширены относительно хранения оружия дома и ряда других преференций, однако, владельцам оружия запрещалось держать дома огнеприпасы (что было уголовно наказуемым деянием, приравненным к бунтовщичеству), — дымный порох сдавался населением представителям королевской администрации и хранился на королевских пороховых складах или в погребах, а затем выдавался гражданам по требованию для охоты на крупную и мелкую дичь, а также для других нужд с внесением записи в журнал учёта выданных огнеприпасов — кому, когда и сколько пороха было выдано на руки. По мере роста национального самосознания и самоотождествления себя жителями колоний не как британскоподданных жителей Североамериканского континента, а как американцев, раздельное хранение оружия и боеприпасов к нему приобретало всё большее значение для королевской администрации, как один из способов профилактики сепаратистских поползновений, а для сторонников обретения колониями частичной автономии или полного государственного суверенитета (взгляды которых варьировались от умеренно пробританских до радикально антибританских) как повод для подстрекательства сограждан с указанием на то, что королевская администрация не доверяет королевским подданным, «боится» собственного населения и так далее. Современная американская практика хранения дома оружия и боеприпасов к нему стала распространяться только после окончания Войны за независимость североамериканских колоний и далеко не сразу, постепенно распространяясь с запада на восток, от жителей удалённых районов (фронтира), которые испытывали на себе наименьший контроль со стороны королевской администрации в годы зависимости от Британской империи и практическое отсутствие какого бы то ни было контроля вообще в первые годы независимости.
На современном историческом этапе, в зависимости от законодательства штатов и административно-территориальных единиц с особым статусом управления, гражданам может быть либо строго запрещено владение оружием (преимущественно в крупных городах страны), либо разрешено не только приобретение и владение оружием, но и его хранение и свободное ношение безо всяких разрешительных документов с условием, что оружие носится открыто, на виду у окружающих сограждан (преимущественно в малонаселённой местности). Ограничением, общим для всех штатов, является скрытое ношение оружия, которое на территории США разрешено только сотрудникам федеральных органов внутренних дел и государственной безопасности (Federal law enforcement agencies) при исполнении ими служебных обязанностей — всего более ста субъектов оперативно-розыскной деятельности федерального уровня, правила ношения оружия для которых регламентированы федеральными законодательными актами и ведомственными инструкциями, а также сотрудников полиции штатов и муниципальных органов полиции (департаментов, отделений, участков), правила ношения оружия для которых регламентируются каждым отдельным штатом и конкретным населённым пунктом самостоятельно.
также:  Законодательство об оружии в США (см. Категория:Оружейное законодательство США)